# Esteban Burián
Stephan Burián von Rajecz (Stupava, 16 de enero de 1851-Viena, 20 de octubre de 1922) fue un político austrohúngaro. Sirvió en el cargo de ministro común de Asuntos Exteriores del Imperio austrohúngaro del 13 de enero de 1915 al 22 de diciembre de 1916 y nuevamente del 16 de abril al 24 de octubre de 1918. Fue asimismo ministro común de Finanzas del 22 de diciembre de 1916 al 16 de abril de 1918. Como tal, desempeñó un papel destacado en la política estatal durante la Primera Guerra Mundial.

## Carrera diplomática

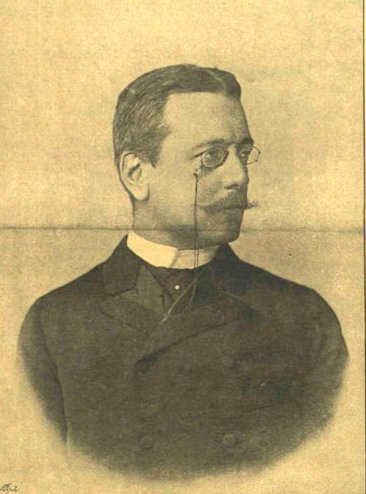
El joven Burián en 1888, durante su etapa de embajador en Bulgaria.

Entre 1886 y 1895, fungió de embajador en Bulgaria.
Diplomático de profesión, se lo nombró ministro común de Asuntos Exteriores el 13 de enero de 1915, después de la dimisión de Berchtold, su predecesor, contrario a concesiones a Italia.

## Carrera política
Cercano a Esteban Tisza, fue nombrado ministro común de Finanzas por el emperador Carlos I inmediatamente después de su entronización. Como tal aconsejó al joven soberano durante las negociaciones de paz con Rusia; descontento con el resultado, únicamente aceptó el acuerdo de paz con Ucrania por las entregas de víveres estipuladas en el tratado.

## Ministro de Asuntos Exteriores
Nombrado el 13 de enero de 1915 para el cargo de ministro de Asuntos Exteriores, fue el segundo húngaro que ocupó ese prestigioso puesto gubernamental.

### Primer ministerio

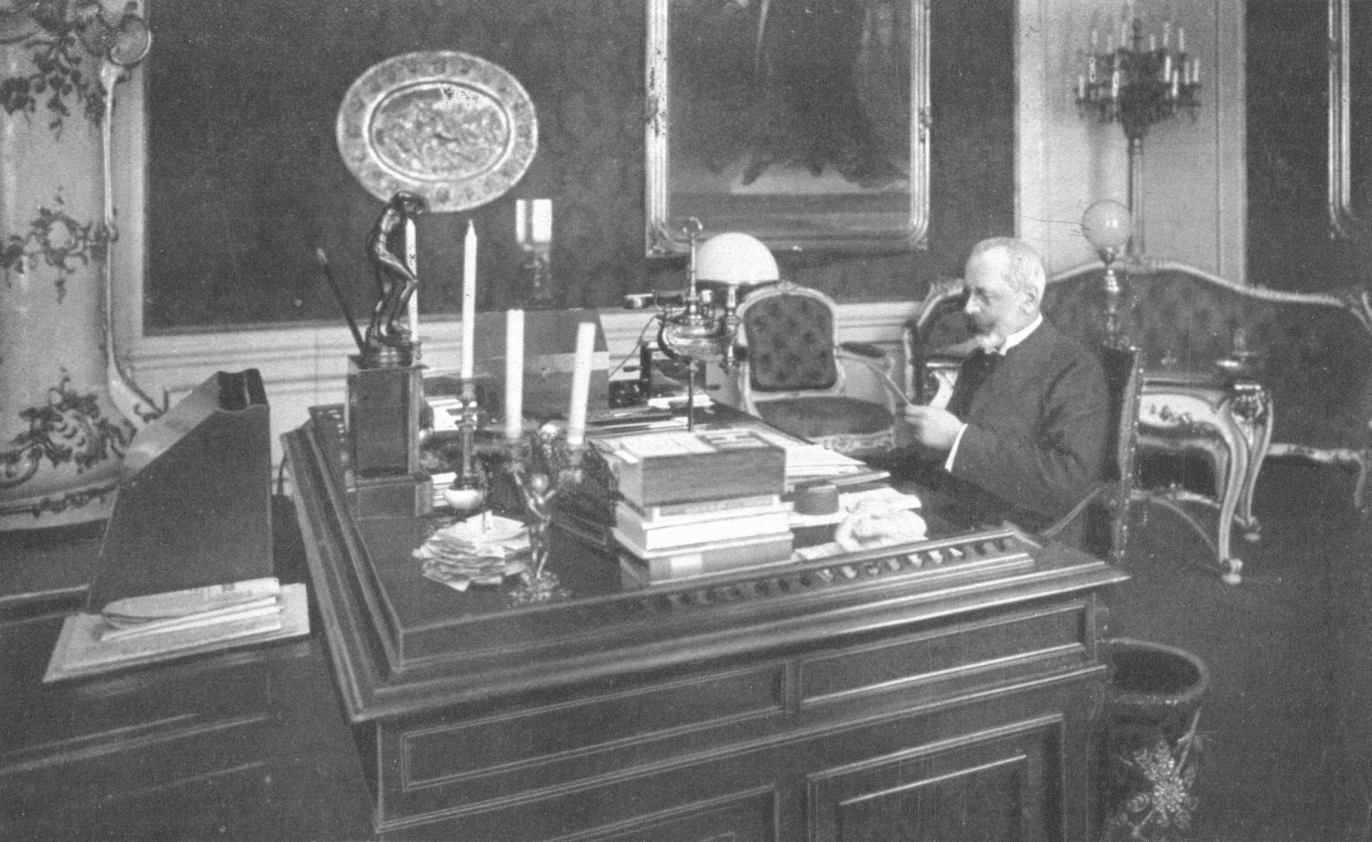
Burián en torno a 1915, durante su periodo al frente del Ministerio de Asuntos Exteriores del Imperio austrohúngaro.

Nombrado ministro a instancias de su predecesor, se rodeó de un equipo predominantemente húngaro.
Uno de sus primeros actos como ministro fue tratar de oponerse a la entrada en guerra de Italia: recordó el deseo del imperio de no anexarse vastos territorios balcánicos y rehusó las nuevas exigencias territoriales italianas, que incluían la cesión del Trentino, y que los representantes italianos habían presentado en las negociaciones entre los Imperios Centrales e Italia a cambio de garantizar a los austrohúngaros la neutralidad del reino. No obstante, a partir de marzo de 1915, los italianos realizaron exigencias inaceptables para Burián, entre las que descolló la cesión inmediata del Tretino. En opinión de Burián, la cesión de territorios con el objetivo de garantizar la neutralidad de un Estado, como en el caso de Rumanía, crearía un peligroso precedente.
Por otro lado, fijó la posición austrohúngara en las posibles negociaciones de paz con Rusia. Al igual que los diplomáticos alemanes e influido por el embajador austrohúngaro en Berlín, se mostró partidario de la imposición a Rusia de onerosas indemnizaciones de guerra.
Para evitar que se repitiesen los sucesos de Italia, participó en las negociaciones entre los Imperios Centrales y Rumanía, esta vez defendiendo la idea de que el Imperio austrohúngaro debía obtener la neutralidad rumana mediante la entrega de territorios, a lo que se opuso Tisza, pues los rumanos ansiaban obtener Transilvania.
Finalmente, al finalizar el año 1916, abogó ante el Reich por que los Imperios Centrales hiciesen una oferta de paz al enemigo, durante la preparación de la nota conjunta del 12 de diciembre. Desde octubre de ese año, Burián se había mostrado partidario de presentarla.
Al ser un miembro destacado de los últimos gobiernos de Francisco José, Burián perdió su puesto en la remodelación gubernamental que se llevó a cabo poco después de la entronización del nuevo emperador, Carlos I.

### Vuelta al Ministerio de los Asuntos Exteriores
En los últimos meses del imperio, a comienzos de 1918, retomó el cargo de ministro de Asuntos Exteriores en sustitución de Czernin, al que en la práctica se destituyó.
No pudo oponerse a la tutela alemana pactada en los acuerdos de Spa de mayo, pero trató por última vez en junio de negociar una nueva alianza entre el Reich y el Imperio austrohúngaro en condiciones menos desventajosas para este. Expuso de nuevo la situación interior del imperio y repitió la reivindicación  austríaca sobre los territorios polacos, que los alemanes rechazaron por chocar con sus propios objetivos, comunicados a Burián el 5 de septiembre de 1918. Las discrepancias en este asunto, plasmadas en la respuesta del ministro de Asuntos Exteriores austrohúngaro venían de antiguo. Además, pese a la tutela del Reich, intentó defender los intereses austrohúngaros, sobre todo los económicos y comerciales; en consecuencia, en la primavera 1918, se opuso a la implantación de una unión aduanera entre los dos imperios y propugnó un sistema de aranceles reducidos entre ellos.
Ministro de un Estado totalmente ligado al Reich desde los acuerdos de Spa del 12 de mayo, pero consciente del estado de descaecimiento de la monarquía danubiana, apoyó al emperador Carlos en sus esfuerzos por poner fin a la participación del país en la guerra durante la primavera y el verano. Acudió a Spa por última vez en agosto, donde sufrió un claro revés: los dirigentes austrohúngaros tuvieron que aceptar durante esta reunión el optimismo de los militares y políticos alemanes, que soslayaron la advertencia de Carlos y abogaron por la continuación de la guerra.
A pesar de ello, trató de entablar negociaciones con los Aliados el 14 de septiembre de 1918 con el apoyo de Carlos —a pesar de la oposición alemana—, intento que fracasó ante el rechazo del enemigo; este resultado sorprendió totalmente a los alemanes.
Durante el consejo de la corona del 27 de septiembre de 1918, el ministro de Asuntos Exteriores expuso las reservas del reino de Hungría, del que era oriundo, al proyecto de reforma de la doble monarquía propugnado por el emperador y sus consejeros. Durante la sesión siguiente, el 5 de octubre, se opuso una última vez, esencialmente por razones de política interior húngara, a toda reforma del Estado (en 1915, ya había rehusado poner en marcha esta reforma), si bien cambió de opinión el 21 de octubre, ante el deterioro de la situación interior y la crisis militar. Durante este periodo, abogó por el fin de la alianza con el Reich, pensando que esto podría salvar la monarquía danubiana.
Paralelamente, envió a Wilson una nota en la que solicitaba las condiciones de paz al presidente estadounidense; este la rechazó oficialmente el 24. Dimitió de sus funciones por última vez, en medio de la crisis política en el reino de Hungría. Le sustituyó Gyula Andrássy el joven, penúltimo ministro de Asuntos Exteriores del imperio.

### Papel en la dirección de la guerra
Burián, en tanto que miembro del Consejo de Ministros, tuvo un papel destacado en la gestión de la guerra en el imperio. En paralelo a su actividad diplomática, la de ministro le permitió defender lo que consideraba los intereses húngaros, rehusando, por ejemplo, toda anexión de territorio serbio.
Participó en calidad de ministro de Asuntos Exteriores en la definición de los objetivos bélicos austrohúngaros; cuando se conquistó la Polonia rusa en agosto de 1915, propuso el restablecimiento de un reino polaco unido al imperio.
También como cabeza del Ministerio de Relaciones Exteriores, tuvo que reunirse habitualmente con representantes de los países coligados con el imperio, principalmente para comunicar la actitud austrohúngara en el conflicto; tuvo así un papel crucial en las negociaciones entre alemanes y autrohúngaros para estrechar lazos políticos, económicos y comerciales, frecuentemente como portavoz de los recelos de los mandatarios imperiales hacia las propuestas alemanas.
Durante 1916, tuvo frecuentes desavenencias con el jefe del Estado Mayor, Conrad von Hötzendorf, al que deseaba que el emperador relevase de su puesto.
Desempeñó también un papel importante en las relaciones entre las dos mitades del imperio y tuvo que tener en cuenta las características de las relaciones entre ellas en las negociaciones comerciales con otras naciones, en especial con el Reich.

### Frente al Reich
Tras las victorias austro-alemanas de 1915, tuvo que defender los intereses del imperio ante las ambiciones de Alemania, tanto en lo referente a Europa en general como en lo relativo a las relaciones bilaterales entre las dos naciones.
Deseaba que el imperio obtuviese la Polonia rusa, pese a los deseos alemanes por este territorio; para lograrlo, trató de orientar el interés de Alemania hacia los países bálticos y hacia otras zonas, tanto en su reuniones de 1915 con diplomáticos alemanes como en las de 1916. El interés por Polonia era, empero, demasiado grande para que los alemanes cediesen sin más la región a los austrohúngaros; Guillermo II condicionó la solución de la disputa por el territorio a la firma de un nuevo acuerdo entre los dos imperios. En noviembre, Burián negoció las condiciones necesarias para que Austria-Hungría recibiese Polonia: aunque teóricamente dependiente de aquella, esta quedaría en realidad dominada por el Reich, tanto política como económica y militarmente, lo que le hizo dudar de las ventajas de la anexión. De estas negociaciones, los alemanes pretendían obtener amplias concesiones de los austrohúngaros, en particular la unión económica del imperio vecino al Reich.
El mes de abril de 1916, expresó las metas austrohúngaras en lo referente a Polonia: esta, a la que arrebatarían ciertos territorios que pasarían a Alemania pero recibiría otros de Austria-Hungría, formaría parte de una unión aduanera con esta; a cambio, Alemania recibiría Curlandia. Durante su visita a Berlín del 16 de abril, loas alemanes rechazaron esta propuesta, pues no casaba con sus planes para la región. La alternativa que le presentaron los alemanes le obligó a negociar toda la cuestión nuevamente con el canciller alemán, Bethmann-Hollweg. En julio volvió a insistir en que los dos imperios le otorgasen a Polonia la categoría de nación más favorecida y en que ambos compartiesen el dominio militar sobre el nuevo país.